# What a Terrible World, What a Beautiful World
| Đánh giá chuyên môn  | Đánh giá chuyên môn |
| Điểm trung bình      | Điểm trung bình     |
| Nguồn                | Đánh giá            |
| -------------------- | ------------------- |
| Metacritic           | 77/100              |
| Nguồn đánh giá       |                     |
| Nguồn                | Đánh giá            |
| AllMusic             | [ 2 ]               |
| The A.V.Club         | B                   |
| Consequence of Sound | B—                  |
| PopMatters           | [ 5 ]               |
| Pitchfork Media      | [ 6 ]               |
| Rolling Stone        | [ 7 ]               |
| Slant                | [ 8 ]               |
| Billboard            | [ 9 ]               |

What a Terrible World, What a Beautiful World là album phòng thu thứ bảy của nhóm nhạc người Mĩ The Decemberists, phát hành vào ngày 20 tháng 1 năm 2015. Tiêu đề của album được trích từ một đoạn trong lời bài hát "12/17/12", ngày mà tổng thống Hoa Kỳ Barack Obama có bài phát biểu về vụ thảm sát Trường tiểu học Sandy Hook; trong đoạn đó là những cảm xúc mâu thuẫn của ca sĩ Colin Meloy về vụ xả súng và về cuộc sống hạnh phúc của cá nhân anh.

## Diễn biến thương mại
Album ra mắt tại vị trí #7 trên bảng xếp hạng US Billboard 200 và tại vị trí á quân bảng xếp hạng US Billboard Top Rock Albums, với doanh số đạt 51.000 bản trong tuần đầu phát hành (97% là album truyền thống). Đây là album thứ hai của nhóm lọt vào top 10 bảng xếp hạng US Billboard 200.

## Danh sách và thứ tự các bài hát
Tất cả nhạc phẩm được soạn bởi Colin Meloy.
| STT              | Nhan đề                             | Thời lượng |
| ---------------- | ----------------------------------- | ---------- |
| 1.               | "The Singer Addresses His Audience" | 4:42       |
| 2.               | "Cavalry Captain"                   | 3:17       |
| 3.               | "Philomena"                         | 3:04       |
| 4.               | "Make You Better"                   | 5:07       |
| 5.               | "Lake Song"                         | 5:52       |
| 6.               | "Till the Water's All Long Gone"    | 5:01       |
| 7.               | "The Wrong Year"                    | 3:53       |
| 8.               | "Carolina Low"                      | 3:24       |
| 9.               | "Better Not Wake the Baby"          | 1:44       |
| 10.              | "Anti-Summersong"                   | 2:12       |
| 11.              | "Easy Come, Easy Go"                | 2:22       |
| 12.              | "Mistral"                           | 3:54       |
| 13.              | "12/17/12"                          | 3:03       |
| 14.              | "A Beginning Song"                  | 5:22       |
| Tổng thời lượng: | Tổng thời lượng:                    | 52:57      |

## Xếp hạng

### Xếp hạng tuần
| Bảng xếp hạng (2015)                                 | Vị trí cao nhất |
| ---------------------------------------------------- | --------------- |
| Australian Albums (ARIA)                             | 27              |
| Album Canada (Billboard)                             | 9               |
| Album Bỉ (Ultratop Vlaanderen)                       | 122             |
| Album Hà Lan (Album Top 100)                         | 27              |
| Album New Zealand (RMNZ)                             | 28              |
| Album Ý (FIMI)                                       | 90              |
| Album Hoa Kỳ Billboard 200                           | 7               |
| Album Hoa Kỳ Top Alternative (Billboard)             | 2               |
| Album Hoa Kỳ Digital (Billboard)                     | 6               |
| Album Hoa Kỳ Folk (Billboard)                        | 1               |
| Album Hoa Kỳ Top Rock (Billboard)                    | 2               |
| Đã nhập bảng xếp hạng không hợp lệ BillboardSales\|5 |                 |
| Album Hoa Kỳ Top Tastemaker (Billboard)              | 2               |